# Konstantin Reitz
Konstantin Reitz (* 30. März 1817 in Bobenhausen II bei  Mücke (Hessen); † 26. Mai 1853 in Doka, Sudan) war ein deutscher Afrikaforscher und österreichischer Konsul.

## Leben
Reitz studierte Forstwirtschaft an der  Hessischen Ludwigs-Universität. Am 18. Mai 1835 wurde er im Corps Hassia Gießen recipiert. Das Universitäts-Disziplinargericht bestrafte ihn am 17. Dezember 1835 mit 14 Tagen Karzer, weil er an einem Duell teilgenommen hatte. 1836 erfolgte die einfache Relegation auf ein Jahr. Nach drei Semestern brach er das Studium ohne Abschluss ab. Ab 1840 arbeitete er bei seinem Vater Christoph Reitz, Forstmeister in Dieburg.
1842 zum Dr. phil. promoviert, war er Reallehrer und Redakteur in Darmstadt. Ab 1844 reiste er nach Algier, Mailand, Venedig, Sizilien und Ägypten. 1848 trat er in die Dienste des Kaisertums Österreich. Als Kanzler am Generalkonsulat Alexandria lernte er Alfred Brehm kennen. 1851 wurde er Konsularagent, 1852 Vizekonsul am neuen Konsulat für Zentralafrika in Khartum. Er durchfuhr mit zwei Barken alle Nilkatarakte und bewies damit die Schiffbarkeit des Nils bis zur Mündung. Auf eigene Kosten kaufte er für dieses Vorhaben 200 afrikanische Tiere für den Tiergarten Schönbrunn. Auf einer Expedition nach Äthiopien benutzte er als erster Reisender den Karawanenweg von Abu Harras nach Gonder. Damit wollte er den Einfluss Österreichs mehren und neue Handelswege öffnen. Besondere Verdienste erwarb er sich um die Erforschung des Atbara von der Mündung bis zur Quelle. Er förderte auch Österreichs Äußere Mission. Er starb unverheiratet mit 36 Jahren an Dysenterie und wurde an Ort und Stelle in einem Felsengrab bestattet.